# Berzsenyi park
A kaposvári Berzsenyi park (korábban Honvéd tér, Horthy park, majd Szabadság park) a város egyik legjelentősebb közparkja.

## Elhelyezkedése
A Berzsenyi park a történelmi belváros közelében, attól északra helyezkedik el. Az északról a 48-as Ifjúság útja, keletről a Szent Imre utca, délről a Damjanich utca, nyugatról a Kossuth utca által határolt téglalap alakú terület nagy részét a park foglalja el, de északon területéből egy részt elfoglal egy lakóház, a Berzsenyi Dániel Általános Iskola és az 1960-as évek óta a Munkácsy Mihály Gimnázium. Keleten az utca túloldalán áll a városi Pártok Háza és a rendőrség épülete (az egykori csendőrpalota), nyugaton pedig az evangélikus templom.

## Története
A terület, ahol ma a park található, a 20. század elején még a város északi határán feküdt, és Honvéd tér néven katonai gyakorlóhelyként és repülőtérként szolgált. 1911-ben itt hajtotta végre Blaschke Fülöp főhadnagy az első kaposvári katonai repülést, amelyet népes közönség ünnepelt: Fekete István Ballagó idő című könyvében így írt a felszállás utáni pillanatokról: „És ekkor olyan üdvrivalgás szakadt fel – nem, nem a tüdőkből, hanem a szívekből –, amilyent nem hallott még Kaposvár, és ilyet talán már soha nem is fog hallani”. Az esemény századik évfordulóján, 2011-ben a Berzsenyi iskolához tartozó épület falán emléktáblát avattak.
Az első világháború után barakkokkal építették tele a tér egy részét, amelyben a Trianonban megcsonkított ország új határain túlról érkező menekültek kaptak elhelyezést. A terület átalakítására, a barakkok elbontására az 1920-as évek közepétől került sor. 1926-ban hozzáláttak a Polgári Fiúiskola (a mai Berzsenyi iskola) épületének felépítéséhez, amellyel a következő évben már el is készültek. A Stöckl József, Lamping József és Goszthonyi Gézáné által tervezett új park, amelynek terveihez felhasználták a spanyol királyi kert egyes elemeit is, 1928-ra készült el, ünnepélyes felavatására június 29-én került sor. Ugyanebben az évben ültették el a cserkészek az iskola udvarán azt az úgynevezett Szabadságfát, amelyet különböző források szerint vagy Trencsénből, vagy Kőszegről kaptak.
1929-ben az új parkban és a környező területeken rendezték meg a nagy jelentőségű Országos Mezőgazdasági és Ipari Kiállítást, amelyet augusztus 24-én az iskola parkra néző erkélyéről nyitott meg az Inke irányából bordó színű Lancia gépkocsin Kaposvárra érkező gróf Bethlen István miniszterelnök. A kiállítás alkalmából készült el a park északi részén a Hegedűs Dezső által tervezett zenepavilon is, és ekkorra ugyancsak megtekinthették már a vendégek a pavilon déli szomszédságában elhelyezett, kivilágított Zsolnay-díszkutat is.
1930. március 1-én Kaposvár ünnepi közgyűlést tartott Horthy Miklós tízéves kormányzói jubileuma alkalmából, és úgy határozott, hogy a Honvéd teret ezentúl Horthy parknak fogják nevezni. 1936-ban, abban az évben, amikor Berzsenyi Dániel születésének 160. és halálának 100. évfordulójára emlékezett az ország, május 29-én a zenepavilon mellett bronzból készült mellszobrot avattak a költő emlékére. A szobor anyagához az iskola diákjai gyűjtöttek rézhulladékot. Az avatóünnepségről Bodnár Gyula operatőr filmfelvételt is készített, amely az első kaposvári hangosfilmként vonult be a várostörténelembe.
A második világháború után Kaposvárra is bevonultak a szovjetek. Rögtön elrendelték, hogy hősi halottaik számára emlékművet kell emelni a városban, erre pedig legalkalmasabb helyszínnek a parkot találták, amelyet 1945-ben egyúttal át is neveztek Szabadság parkra. 1945 májusában megkezdődtek az építési munkálatok: a zenepavilont lebontották, és helyére építették fel mintegy 60 000 tégla felhasználásával a talapzatával együtt 24 méter magas emlékoszlopot, amelyet a Wladimir Borkovszky tervezett, és amelyhez Ispánki József, Kerényi Jenő és Sinkó András készített szobrokat. Kaposváry György polgármester megpróbálta elérni, hogy a parkba ne temessenek el szovjet katonákat, ám nem járt eredménnyel: két tömegsírt is kialakítottak az emlékmű körül. 1956. október 27-én, a forradalom napjaiban több üzemi munkás és néhány társuk kísérletet tett az emlékmű ledöntésére, de nem jártak sikerrel. Egy év múlva azonban egy nőt és öt tanulót „izgatás” és „társadalmi tulajdon rongálása” miatt elítéltek az esettel kapcsolatban.
A leromlott állapotú oszlop a rendszerváltás után is sokáig a helyén maradt az 1989 óta már Berzsenyi parknak nevezett parkban, 1996-ban fel is újították. 2000-ben azonban exhumálták a körülötte eltemetett szovjet katonákat, és katonai tiszteletadás mellett, Szergej Borozgyin orosz követségi tisztviselő jelenlétében újratemették őket a Keleti temetőben, majd az emlékművet lebontották. 2001. március 23-án ünnepélyesen felavatták a Mohay Gábor tervei alapján újjáépített, az eredetihez igen hasonló zenepavilont ott, ahol az eredeti is állt. Ugyancsak 2001-ben állították vissza a szocializmus éveiben eltávolított szökőkutat is, amelynek helyén addig egy igénytelen, és eddigre már lepusztult másik szökőkút állt.
A Kossuth térről régebben áthelyezett 44-es gyalogezred-emlékmű és Németh István polgármester 1939. október 8-án felavatott, Ispánki József által készített szobra mellett a következő években is újabb emlékművekkel gazdagodott a park: 2006-ban Gera Katalin alkotását, egy 1956-os emlékművet avattak fel a délnyugati sarok közelében, 2010-ben pedig Párkányi Raab Péter Trianon-emlékművét állították fel a déli részen. 2014-ben a nyugati oldalon a korábbi játszótér felújításával hozták létre a város négy központi játszóterének egyikét, a Gyermekmosoly játszóteret.

## Növényzete
Ma a parkban körülbelül 400 fa és 1000 cserje található. A fák nagy része ezüst juhar, de az eredetileg ültetett fák egy része már elöregedett, és ki kellett vágni. Gyakoriak a kőrisek és a platánok, de találhatóak itt tiszafák (természetes lombozattal és nyírással formálva is), lucfenyők, vörösfenyők, nyírek, japáncseresznyék, kőrislevelű juharok, hegyi juharok, a fősétány mellett szegélyszerűen hamisciprusok, és a városban különlegességnek számító tulipánfák is. Több helyütt eredeti lugasvázakra felfuttatott lilaakácok és trombitafolyondárok díszlenek.
A parkban több emlékfát is ültettek, például 2022-ben egy platánt Mayer Károly 1940-es évekbeli városi főkertész emlékére.

## Képek

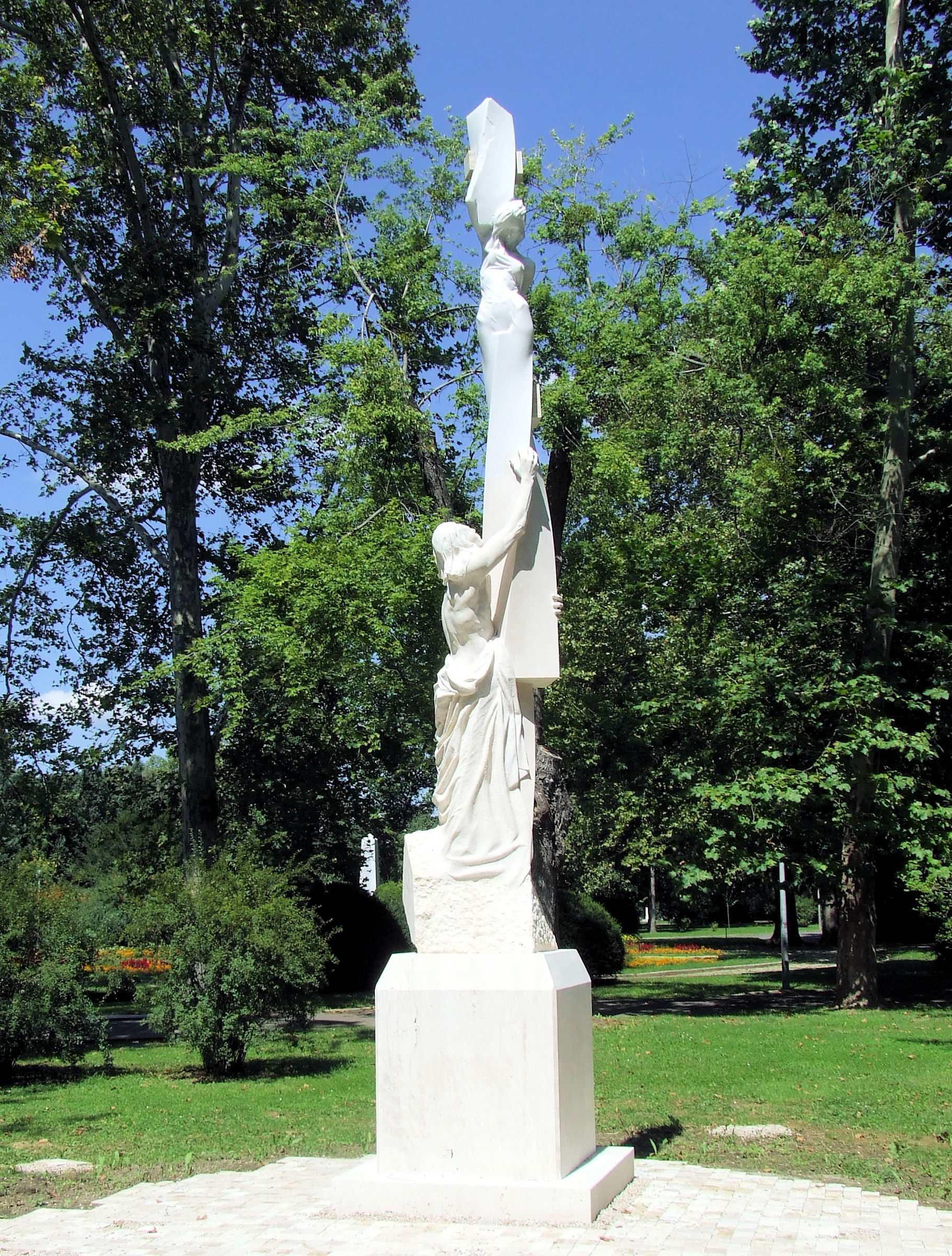
Trianon-emlékmű
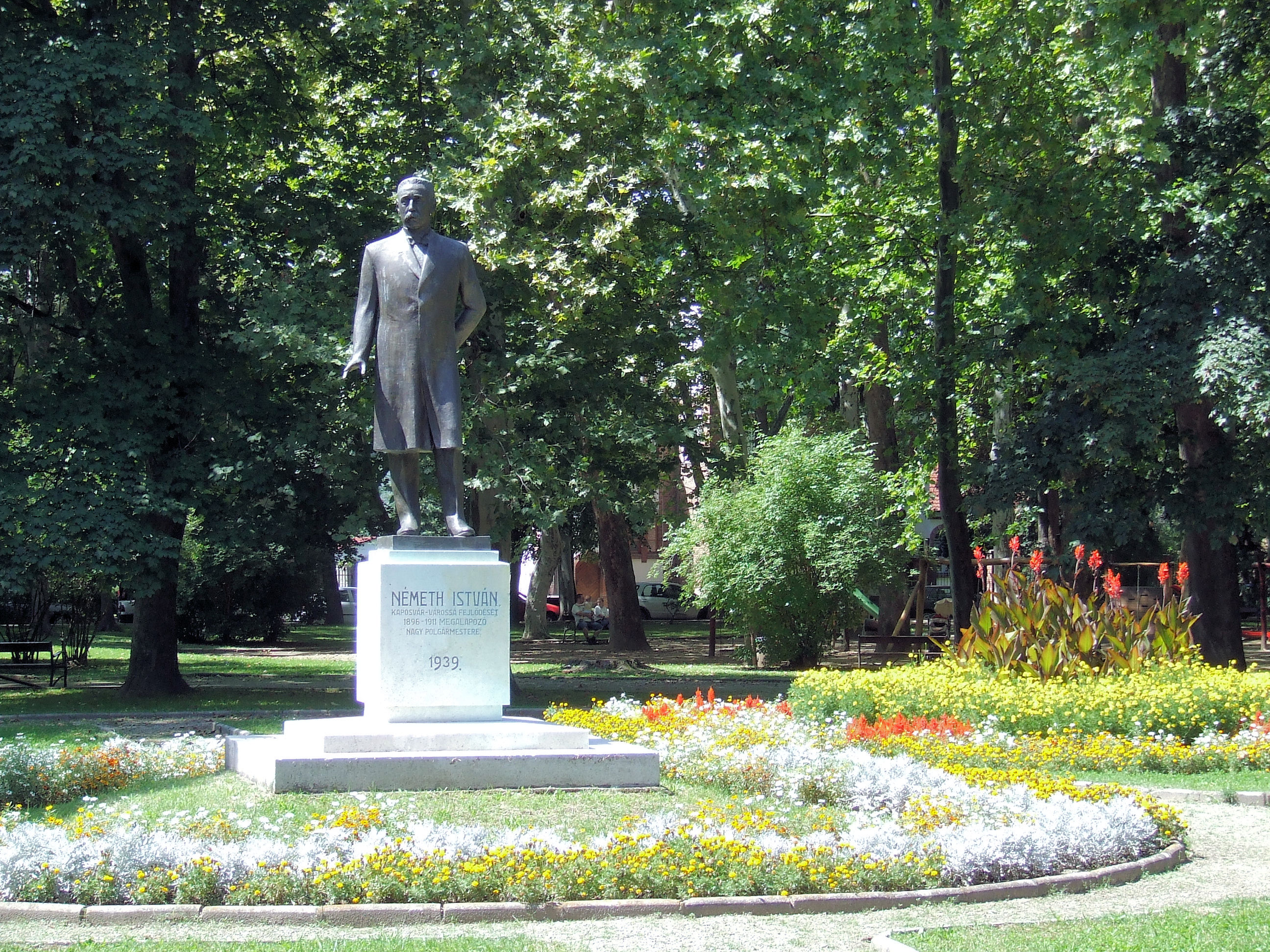
Németh István polgármester szobra
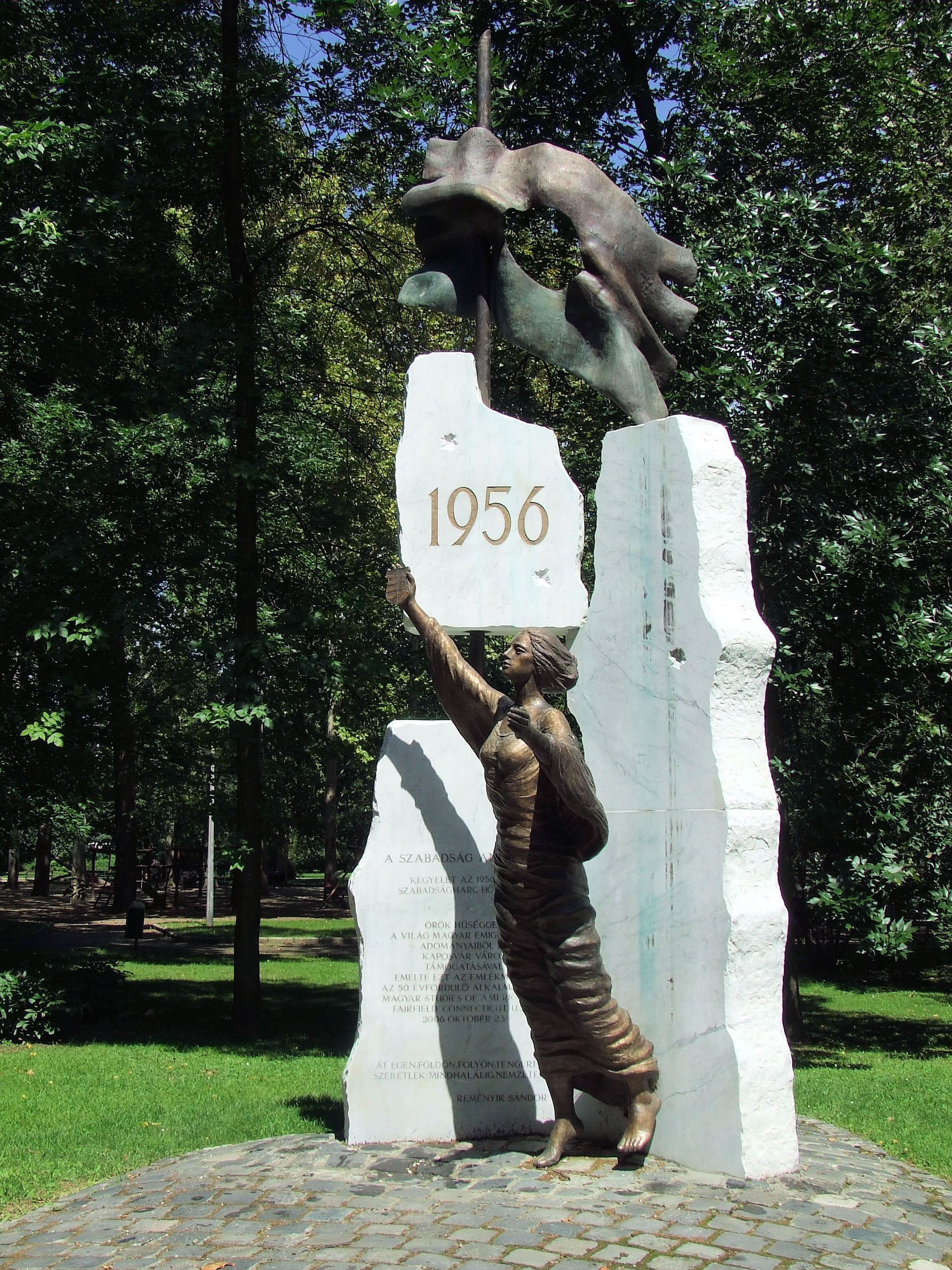
1956-os emlékmű
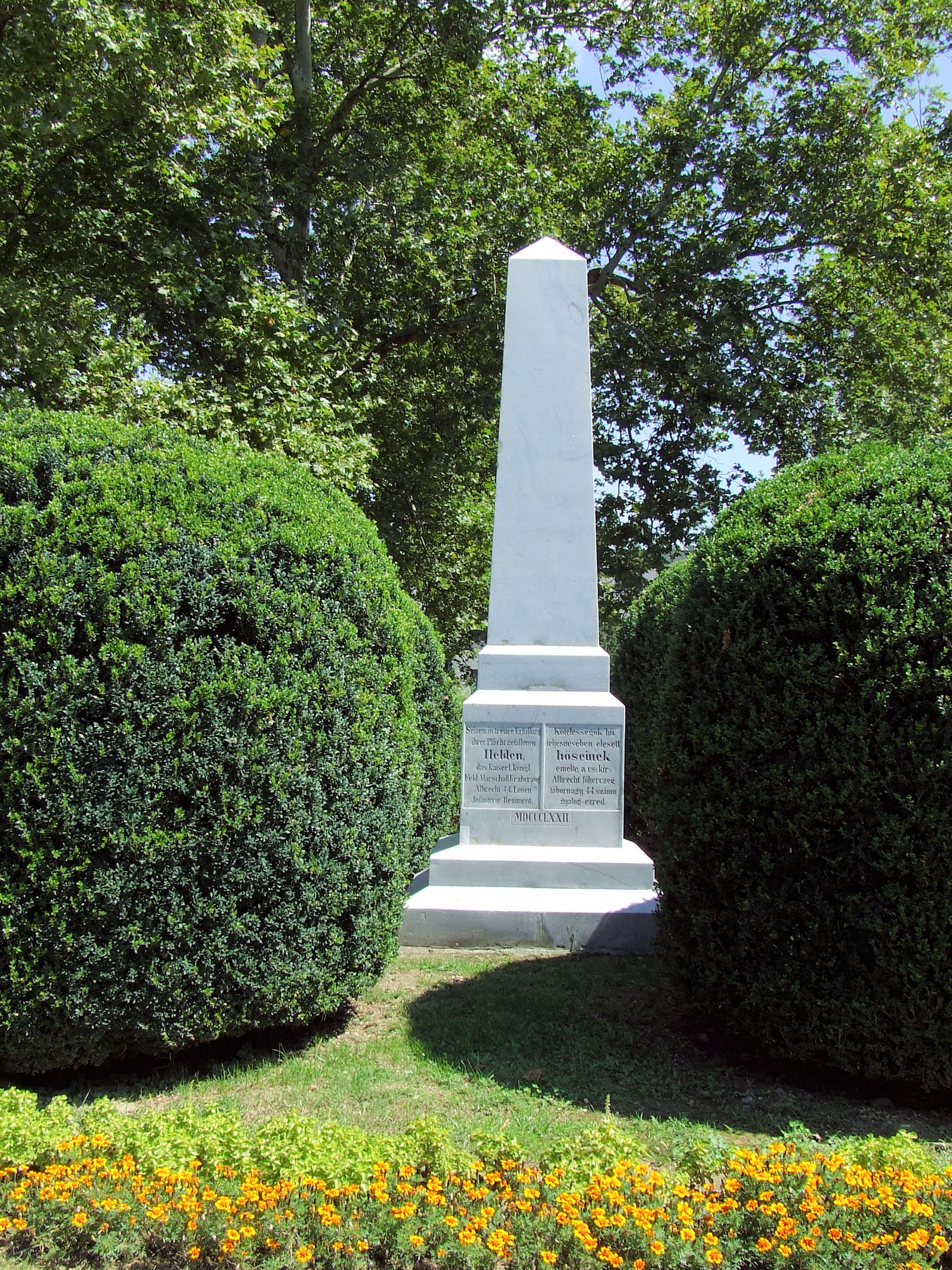
A 44-es gyalogezred emlékműve